# Stenopus
A Stenopus a felsőbbrendű rákok (Malacostraca) osztályának tízlábú rákok (Decapoda) rendjébe, ezen belül a Stenopodidae családjába tartozó nem.

## Rendszerezése
A nembe az alábbi 11 faj tartozik:
- Stenopus chrysexanthus Goy, 1992
- Stenopus cyanoscelis Goy, 1984
- Stenopus devaneyi Goy, 1984
- Stenopus earlei Goy, 1984
- Stenopus goyi Saito, Okuno & Chan, 2009
- korallgarnéla (Stenopus hispidus) (Olivier, 1811) - típusfaj
- Stenopus pyrsonotus Goy & Devaney, 1980
- Stenopus scutellatus Rankin, 1898
- boxergarnéla (Stenopus spinosus) Risso, 1827
- Stenopus tenuirostris de Man, 1888
- Stenopus zanzibaricus Bruce, 1976